# Salt-N-Pepa
Salt-N-Pepa é um trio feminino norte-americano de rap e hip-hop formado no ano de 1985 em Nova Iorque, Estados Unidos. O trio é formado Salt (Cheryl James), Pepa (Sandra Denton) e DJ Spinderella (Deidra Roper). Seu álbum de estréia Hot, Cool & Vicious vendeu mais de um milhão de cópias em todo o mundo, tornando-as a primeira banda de rap a conseguir uma certificação de ouro e platina. O quarto álbum do trio, Very Necessary, vendeu mais de 7 milhões de cópias em todo o mundo (5 milhões apenas nos EUA). Em 1995, o trio ganhou o Prêmio Grammy de "Melhor Performance de Rap por um Duo ou Grupo" pela música "None Of Your Business", tornando-as as primeiras artistas de rap feminino a ganhar um Grammy, junto com Queen Latifah, que também venceu um Grammy no mesmo ano.
O sucesso do trio na cultura rap e hip-hop rendeu o título honorífico de "As Primeiras Damas do Rap e Hip Hop". Salt-N-Pepa já vendeu mais de 15 milhões de discos em todo o mundo.

## Discografia
- 1986 - Hot, Cool & Vicious
- 1988 - A Salt with a Deadly Pepa
- 1990 - Black's Magic
- 1993 - Very Necessary
- 1997 - Brand New

## Prêmios e indicações
American Music Awards
- 1989: Dupla ou Grupo Favorito de R&B/Soul (indicado)
- 1989: Artista Favorito de Hip-Hop (indicado)
- 1995: Dupla ou Grupo Favorito de R&B/Soul (indicado)
- 1995: Single Favorito de Soul/R&B "Whatta Man" (com En Vogue) (indicado)
- 1995: Artista Favorito de Hip-Hop (indicado)

Grammy Award
- 1989: Melhor Performance de Rap de um Duo ou Grupo: "Push It" (indicado)
- 1992: Melhor Performance de Rap de um Duo ou Grupo: "Let's Talk About Sex" (indicado)

- 1995: Melhor Performance de Rap de um Duo ou Grupo: "None of Your Business" – venceu
- 1995: Melhor Performance de R&B de um Duo ou Grupo: "Whatta Man" (com En Vogue) (indicado)
- 1997: Melhor Performance de Rap de um Duo ou Grupo: "Champagne" (indicado)

MTV Video Music Awards
- 1994: Melhor Clipe de Dança "Whatta Man" – venceu
- 1994: Melhor Clipe de R&B "Whatta Man" – venceu
- 1994: Melhor Coreografia em um Clipe "Whatta Man" – venceu
- 1995: Melhor Clipe de Dança "None of Your Business" (indicado)
- 1995: Melhor Coreografia em um Clipe "None of Your Business" (indicado)

Nickelodeon Kids' Choice Awards
- 1989: Favorite Female Musician (indicado)

Soul Train Music Awards
- 1989: Melhor Álbum de Rap "A Salt with a Deadly Pepa" (indicado)

- 1995: Entertainer do Ano – venceu